# Хосе Мария Мерино
Хосе Мария Мерино (на испански: José María Merino) е испански поет и писател, автор на произведения в жанровете съвременен роман, исторически роман, любовен роман и детска литература, член на Испанската кралска академия.

## Биография и творчество
Хосе Мария Мерино Санчес е роден на 5 март 1941 г. в Ла Коруня, Галисия, Испания, където бяга семейството му поради републиканските убеждиния на баща му, който е аднокат. Сред войната се завръщат в Леон, където Хосе Мерино отраства. Завършва право в Мадрид. След дипломирането си в проекти на ЮНЕСКО в Латинска Америка. Сътрудничи като журналист и литературен критик в различни медии, като списание „Leer“, списание „Revista de Libros“ и вестник „El País“. В периода 1987 – 1989 г. ръководи Центъра за испанската литература на Министерството на културата. От 1996 г. се посвещава изцяло на литературната си кариера.
През 1972 г. е издаден поетичният му сборник „Sitio de Tarifa“. Става известен с дебютния си роман „Novela de Andrés Choz“ (Романът на Андрес Чос), който е удостоен с Наградата за романи и разкази.
Романът му „La orilla oscura“ (Тъмният бряг) от 1985 г. печели Наградата на критиката.
Заедно с писателите Хуан Педро Апарисио и Луис Матео Диаз издават през 2002 г. съвместния роман „Las cenizas del fénix, de Sabino Ordás“.
Романът „Реката на рая“ от 2012 г. е считан за връх в творчеството му и печели едни от най-големите награди в Испания – Националната награда за литература (2013) и Наградата на критиката в Кастилия и Леон.
На 27 март 2008 г. е избран за член на Испанската кралска академия. През 2014 г. е удостоен с титлата „доктор хонорис кауза“ от Университета на Леон, а през 2018 г. от мадридския университет „Сейн Луис“. Ръководи многобройни семинари за творческо писане за млади писатели.
Хосе Мария Мерино живее със семейството си в Мадрид.

## Произведения

### Самостоятелни романи
- Novela de Andrés Choz (1976)
- El caldero de oro (1981)
- La orilla oscura (1985)
- El centro del aire (1991)
- Las visiones de Lucrecia (1996)
- Los invisibles (2000)
- El heredero (2003)
- La sima (2009)
- El río del Edén (2012) – Национална награда за литература
Реката на рая, изд.: ИК „Персей“, София (2016), прев. Румен Руменов
- Musa Décima (2016)

### Серии
Отделните романи са издадени и като серии
- 1992: „Метиски хроники“ (Las crónicas mestizas)

1. El oro de los sueños
2. La tierra del tiempo perdido
3. Las lágrimas del sol

- 2000: „Митове“ (Novelas del mit)

1. El caldero de oro
2. La orilla oscura
3. El centro del aire

- 2015 „История“ (Novelas de la historia)

1. Las visiones de Lucrecia
2. El heredero
3. La sima

### Детска литература
- El oro de los sueños (1986)
- La tierra del tiempo perdido (1987)
- Las lágrimas del sol (1989)
- Los trenes del verano – No soy un libro (1993) – Национална награда за литература за деца и юноши
- El cuaderno de hojas blancas (1996)
- Regreso al cuaderno de hojas blancas (1997)
- Adiós al cuaderno de hojas blancas (1998)
- Las mascotas del mundo transparente (2014)

### Поезия
- Sitio de Tarifa (1972)
- Cumpleaños lejos de casa (1973)
- Mírame Medusa y otros poemas (1984)
- Cumpleaños lejos de casa. Obra poética completa (1987)
- Cumpleaños lejos de casa. Poesía reunida (2006)

### Документалистика
- Intramuros (1998) – мемоари
- Tres semanas de mal dormir (2006) – мемоари

### Екранизации
- 1985 El filandón – по разказа „El desertor“, участва и актьор